# Ligne Shinkansen Tōkaidō
La ligne Shinkansen Tōkaidō (東海道新幹線, Tōkaidō Shinkansen) est une ligne à grande vitesse japonaise, affectée au transport de voyageurs entre Tokyo et Osaka. Inaugurée en 1964, il s'agit de la plus ancienne ligne à grande vitesse dans le monde, et de la plus fréquentée du Japon avec 450 000 passagers par jour en 2016.

## Historique

### Contexte
Les années suivant la Seconde Guerre mondiale ont été marquées par un regain rapide de l'économie au Japon. Cette croissance économique a généré une forte augmentation de la demande de transport de passagers et de marchandises.
Pour répondre à l'augmentation du trafic, la ligne historique Tōkaidō reliant Tokyo à Osaka est électrifiée en 1956. Mais cela se montre insuffisant et la ligne reste saturée.

### Décision
Une commission gouvernementale est mise sur pied en 1958, dans le but de trouver une solution permettant d'augmenter le trafic de passagers. Trois choix sont évalués :
- passage de la ligne historique Tōkaidō à quadruple voie ;
- construction d'une ligne séparée à écartement métrique ;
- construction d'une ligne séparée à écartement standard.

Bien qu'étant la plus coûteuse à implémenter, la dernière solution fut retenue, signant la naissance de la ligne Shinkansen Tōkaidō.

### Choix techniques
Les choix techniques utilisés sur cette ligne font d'elle la première ligne à grande vitesse au monde, et marquent le début de la grande vitesse ferroviaire.

#### Alimentation électrique
L'alimentation des trains au Japon se fait habituellement avec une tension continue de 1,5 kV.
La puissance électrique utilisée pour tracter une rame de Shinkansen est telle (près de 9 MW), que le courant résultant rendrait la distribution électrique sous 1,5 kV problématique. La solution à ce problème consiste à utiliser une tension électrique supérieure.
Le mode d'électrification retenu fut donc une tension de 25 kV alternative à fréquence industrielle (60 Hz dans cette partie du Japon).

#### Signalisation en cabine
Avec une vitesse de croisière à l'origine de 210 km/h, la reconnaissance de la signalisation placée le long de la voie devient problématique, ce qui nécessite de remonter les informations de signalisation directement à la cabine du conducteur.

### Construction
La construction de la ligne Shinkansen Tōkaidō a débuté en 1959 et s'est achevée en 1964. Le service commercial a été inauguré le 1er octobre 1964, neuf jours avant l'ouverture des Jeux olympiques de Tokyo.

## Exploitation
Cette ligne était exploitée par l'entreprise publique Japanese National Railways (JNR) jusqu'en 1987, date à laquelle JNR fut privatisée et découpée géographiquement pour donner naissance à 7 compagnies. Depuis 1987, la compagnie JR Central basée à Nagoya possède et exploite la ligne.
En 2017, la ligne Shinkansen Tōkaidō a rapporté plus de 1 200 milliards de Yen.

### Services
Les trains sillonnant la ligne Shinkansen Tōkaidō sont répartis en trois types de services :
- Nozomi (のぞみ, signifiant espoir), qui ne desservent que les six plus grandes gares de la ligne (Tokyo, Shinagawa, Shin-Yokohama, Nagoya, Kyoto et Shin-Osaka) ;
- Hikari (ひかり, signifiant lumière), qui s'arrêtent à ces six gares, plus d'autres gares de moyenne importance (la desserte varie selon les trains) ;
- Kodama (こだま, signifiant écho), qui s'arrêtent à toutes les gares.

La vitesse de croisière maximale est de 285 km/h. Le trajet de Tokyo à Shin-Osaka (515,4 km) est parcouru en 2 heures 22 par les services Nozomi.
En 2017, 365 liaisons ont été programmées quotidiennement, dont 217 Nozomi, 65 Hikari et 83 Kodama.

### Matériel roulant

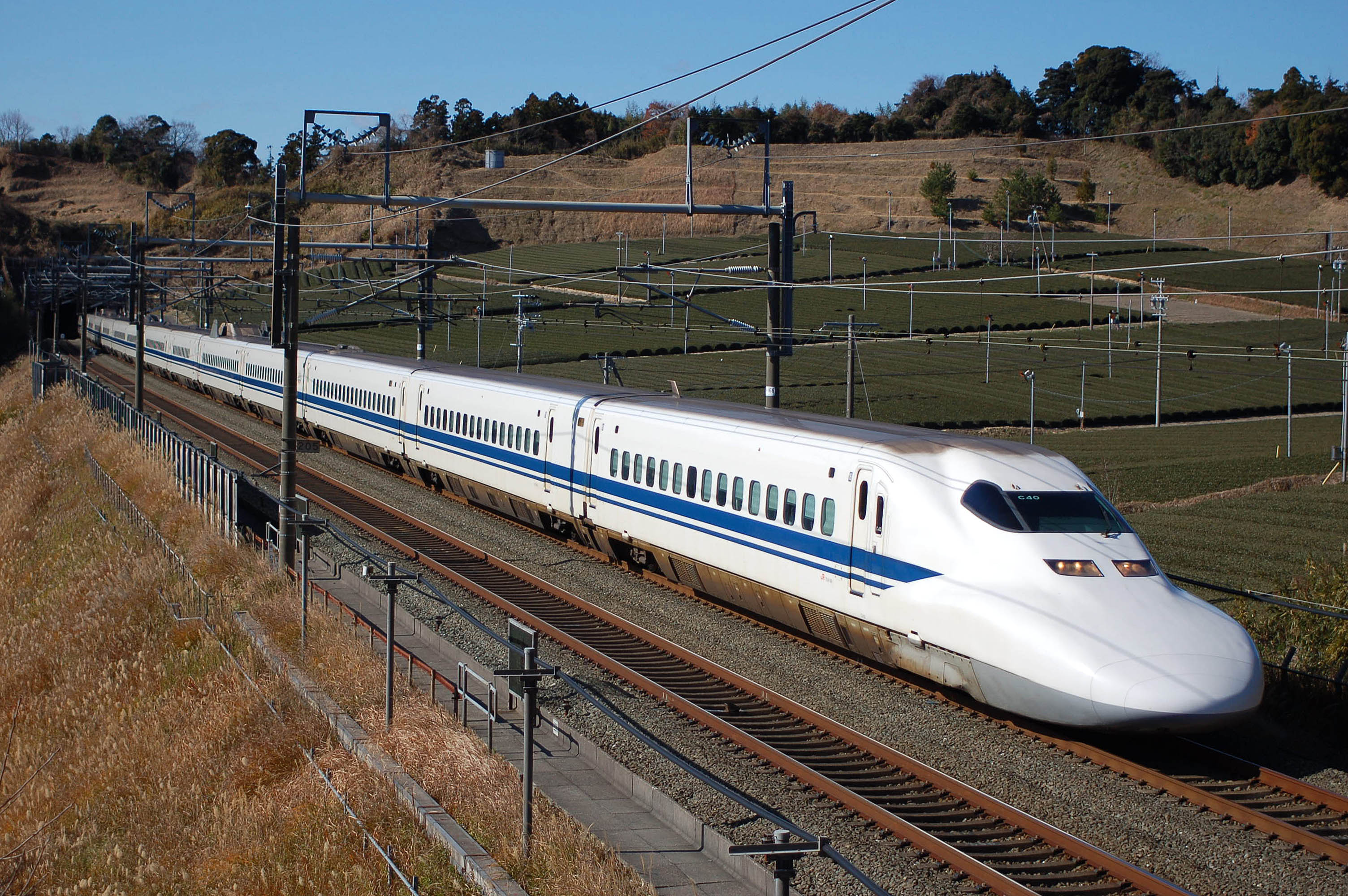
Shinkansen série 700.

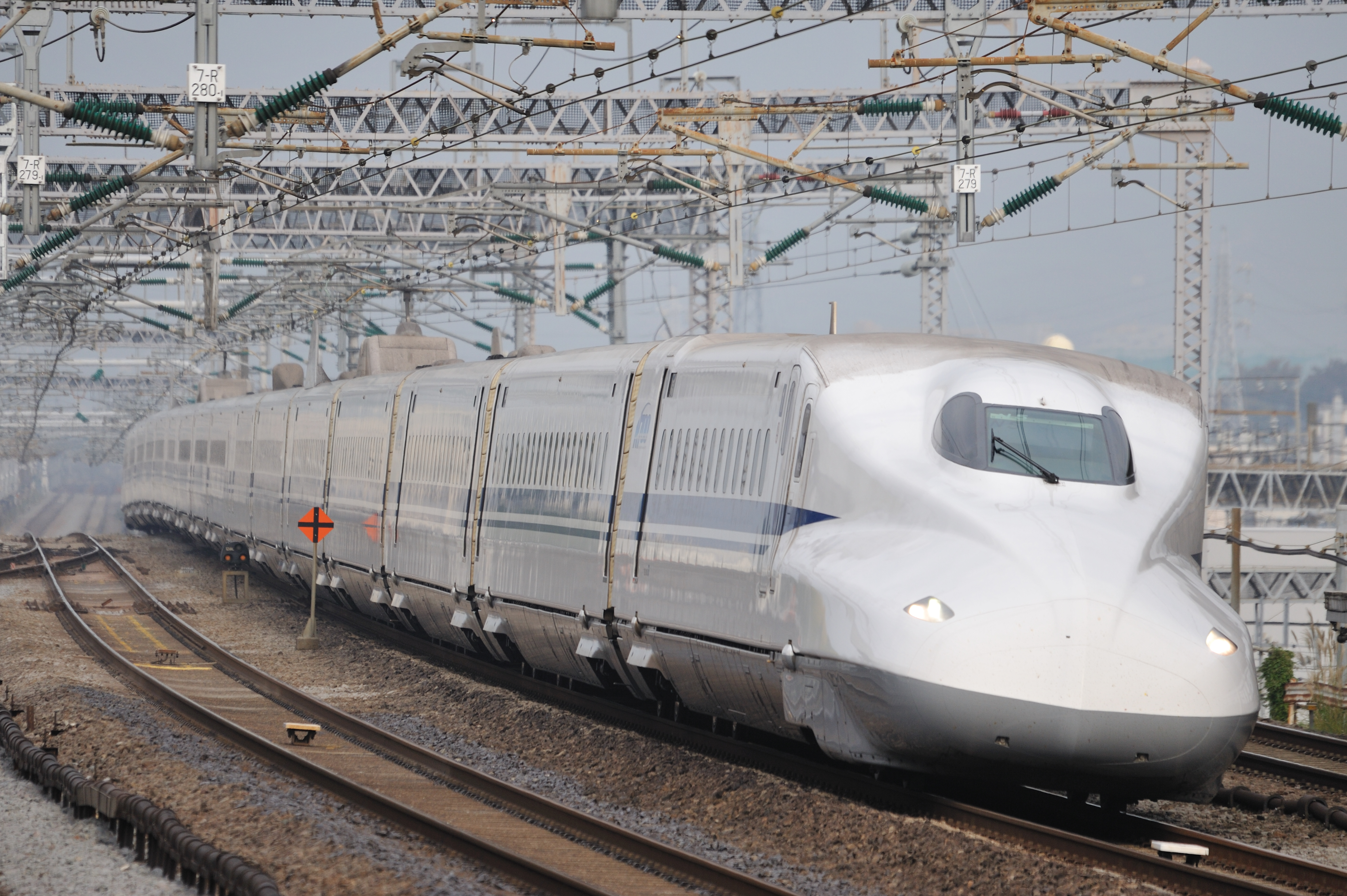
Shinkansen série N700.

En mars 2017, le matériel roulant de la JR Central circulant sur la ligne se compose de 133 rames, toutes de 16 voitures :
- 21 Shinkansen série 700,
- 80 Shinkansen série N700,
- 32 Shinkansen série N700A.

La ligne a aussi été parcourue par les Shinkansen série 0 de 1964 à 1999, les Shinkansen série 100 de 1985 à 2003, les Shinkansen série 300 de 1992 à 2012 et les Shinkansen série 500 de 1997 à 2010. 

### Trafic
En 2014, le trafic annuel de la ligne Shinkansen Tōkaidō était de 155 millions de passagers. Le retard moyen est estimé à moins d'une minute.

### Liste des gares
| Gare                  | Distance depuis Tokyo (km) | Services | Services | Services | Correspondances (Réseaux / Lignes) | Ville     | Préfecture |
| --------------------- | -------------------------- | -------- | -------- | -------- | --- | --------- | ---------- |
| Tokyo 東京            | 0                          | N        | H        | K        | - JR East Shinkansen : Tōhoku, Akita, Jōetsu, Hokuriku, Yamagata - JR East : Chūō, Keihin-Tōhoku, Keiyō, Sōbu, Tōkaidō, Tōhoku, Takasaki, Jōban, Yamanote, Yokosuka - Métro de Tokyo : Marunouchi        | Chiyoda   | Tokyo      |
| Shinagawa 品川        | 6,8                        | N        | H        | K        | - JR East : Yamanote, Keihin-Tōhoku, Tōkaidō, Yokosuka - Keikyū : Keikyū | Minato    | Tokyo      |
| Shin-Yokohama 新横浜  | 25,5                       | N        | H        | K        | - JR East : Yokohama - Métro de Yokohama : ligne bleue | Yokohama  | Kanagawa   |
| Odawara 小田原        | 76,7                       |          | H        | K        | - JR East : Tōkaidō - Odakyū : Odakyū Odawara - Izuhakone Railway : Daiyūzan - Hakone Tozan Railway : Hakone Tozan                                                                                       | Odawara   | Kanagawa   |
| Atami 熱海            | 95,4                       |          | H        | K        | - JR East : Tōkaidō (direction Tokyo), Itō - JR Central : Tōkaidō (direction Nagoya) | Atami     | Shizuoka   |
| Mishima 三島          | 111,3                      |          | H        | K        | - JR Central : Tōkaidō - Izuhakone Railway : Sunzu | Mishima   | Shizuoka   |
| Shin-Fuji 新富士      | 135,0                      |          |          | K        | - JR Central (à la gare de Fuji via bus) : Tōkaidō, Minobu | Fuji      | Shizuoka   |
| Shizuoka 静岡         | 167,4                      |          | H        | K        | - JR Central : Tōkaidō - Shizutetsu : Shizuoka-Shimizu | Shizuoka  | Shizuoka   |
| Kakegawa 掛川         | 211,3                      |          |          | K        | - JR Central : Tōkaidō - Tenhama : Tenryū Hamanako | Kakegawa  | Shizuoka   |
| Hamamatsu 浜松        | 238,9                      |          | H        | K        | - JR Central : Tōkaidō - Entetsu : Enshū Railway | Hamamatsu | Shizuoka   |
| Toyohashi 豊橋        | 274,2                      |          | H        | K        | - JR Central : Tōkaidō, Iida - Meitetsu : Nagoya - Toyotetsu : Atsumi, Azumada | Toyohashi | Aichi      |
| Mikawa-Anjō 三河安城  | 312,8                      |          |          | K        | - JR Central : Tōkaidō | Anjō      | Aichi      |
| Nagoya 名古屋         | 342,0                      | N        | H        | K        | - JR Central : Tōkaidō, Chūō, Kansai - Meitetsu : Nagoya (à Meitetsu Nagoya) - Kintetsu : Nagoya (à Kintetsu-Nagoya) - Nagoya Rinkai Rapid Transit : Aonami - Métro de Nagoya : Higashiyama, Sakura-dōri | Nagoya    | Aichi      |
| Gifu-Hashima 岐阜羽島 | 367,1                      |          | H        | K        | - Meitetsu : Hashima (à Shin-Hashima) | Hashima   | Gifu       |
| Maibara 米原          | 408,2                      |          | H        | K        | - JR Central : Tōkaidō - JR West : Biwako, Hokuriku - Ohmi Railway : ligne principale | Maibara   | Shiga      |
| Kyoto 京都            | 476,3                      | N        | H        | K        | - JR West : JR Kyoto, Nara, Sagano - Kintetsu : Kyoto - Métro de Kyoto : Karasuma | Kyoto     | Kyoto      |
| Shin-Osaka 新大阪     | 515.4                      | N        | H        | K        | - JR West : Shinkansen Sanyō (interconnexion), JR Kyoto, Osaka Higashi - Métro d'Osaka : Midōsuji | Osaka     | Osaka      |

N : Nozomi - H : Hikari - K : Kodama